# Campeonato Mundial de Patinaje Artístico sobre Hielo de 1930
El XXXVIII Campeonato Mundial de Patinaje Artístico se realizó en Nueva York (Estados Unidos) entre el 3 y el 5 de febrero de 1930 bajo la organización de la Unión Internacional de Patinaje sobre Hielo (ISU) y la Federación Estadounidense de Patinaje sobre Hielo. 

## Resultados

### Masculino
| Puesto | Nombre         | País           | Puntos |
| ------ | -------------- | -------------- | ------ |
| Oro    | Karl Schäfer   | Austria        | 5      |
| Plata  | Roger Turner   | Estados Unidos | 11     |
| Bronce | Georg Gautschi | Suiza          | 19     |

### Femenino
| Puesto | Nombre         | País           | Puntos |
| ------ | -------------- | -------------- | ------ |
| Oro    | Sonja Henie    | Noruega        | 5      |
| Plata  | Cecil Smith    | Canadá         | 12     |
| Bronce | Maribel Vinson | Estados Unidos | 16     |

### Parejas
| Puesto | Nombre                            | País           | Puntos |
| ------ | --------------------------------- | -------------- | ------ |
| Oro    | Andrée Brunet / Pierre Brunet     | Francia        | 6,5    |
| Plata  | Melitta Brunner / Ludwig Wrede    | Austria        | 13,5   |
| Bronce | Beatrix Loughran / Sherwin Badger | Estados Unidos | 16     |

## Medallero
| Núm. | País           | Oro | Plata | Bronce | Total |
| ---- | -------------- | --- | ----- | ------ | ----- |
| 1    | Austria        | 1   | 1     | 0      | 2     |
| 2    | Francia        | 1   | 0     | 0      | 1     |
| 2    | Noruega        | 1   | 0     | 0      | 1     |
| 4    | Estados Unidos | 0   | 1     | 2      | 3     |
| 5    | Canadá         | 0   | 1     | 0      | 1     |
| 6    | Suiza          | 0   | 0     | 1      | 1     |
|      | TOTAL          | 3   | 3     | 3      | 9     |

| Predecesor: Reino Unido - Hungría 1929 | Campeonato Mundial de Patinaje Artístico sobre Hielo 1930 | Sucesor: Alemania 1931 |

- Datos: Q24081
- Multimedia: 1930 World Figure Skating Championships / Q24081